# Önskolken
Önskolken är en sjö i Laholms kommun i Halland och ingår i Lagans huvudavrinningsområde.